# 君がいるだけで/愛してる
「君がいるだけで／愛してる」（きみがいるだけで／あいしてる）は米米CLUBの13枚目のシングル。1992年5月4日発売。発売元はSony Records。

## 概要
フジテレビ系ドラマ『素顔のままで』のテーマソングに起用され、90年代前半のトレンディドラマブームの中、ドラマが高視聴率だったことが本作のヒットにつながった（第1話と第4話にはメンバーが脇役で出演）。
カールスモーキー石井（石井竜也）の妹で、米米のダンサーチーム「SUE CREAM SUE」のMINAKO（石井〈現・金子〉美奈子）とサックスのフラッシュ金子（金子隆博）のメンバー同士の結婚を祝福するために作られた。直後に発売された8thアルバム『Octave』も同様に二人の結婚を祝賀する「記念アルバム」と位置づけられた。
1992年の『紅白歌合戦』では翌年1993年1月に行われるライヴ「THE 8TH OF ACE」の紅白衣装で登場し、「紅白バージョン」と銘打って「君がいるだけで」を披露。最後のサビに入る手前までを歌った後、最初は舞台にいなかったジェームス小野田が同じ衣装で舞台上手から合流し、SORRY曲の1曲である「なんちゅうこと言うの」を歌い退場している。
ジェームス小野田も自身のソロや主宰する音楽プロジェクトのライブで歌唱することがある。

## 記録
オリコン調べで初動は当時歴代最高の92.5万枚を記録。累計売上は289.5万枚を売り上げ、現時点で米米CLUB最大のヒットシングルとなっている。
1992年の第34回日本レコード大賞ポップス・ロック部門大賞を受賞。ソニー・ミュージックエンタテインメントとしては同曲受賞以降、第58回日本レコード大賞を受賞した西野カナの「あなたの好きなところ」まで24年間大賞が出なかった。

## ヒット後の影響
「君がいるだけで」のヒットが影響したのか、それまでの彼らのイメージだった「アングラ的な雰囲気を持った怪しいバンド」から「日本を代表するJ-POPバンド」と認識されることも多く、路線変更を余儀なくさせられたと後にメンバーは語っている。当時、石井はこの曲の歌い出しの歌詞から「『たとえば～』の人」と言われたこともあった。この歌い出しについては、石井がテレビを観ていた時に、あるアナウンサーが「たとえば」という言葉をよく使っていたことに目を付け「このフレーズがあったらみんな聴きたくなるんじゃないだろうか」と思ってこの曲の最初に付けたという。
『Octave』を引っ提げ行われたホール・アリーナツアー「SHARISHARISM DECADENCE 疑惑の多様ショー 素直なパパ編」では、そういったイメージを持ったファンを振り落とすかのように本作を石井扮する「夜空こうもり」（美空ひばりのパロディ）が第一興商のカラオケマシーンで歌うといった行為を行ったりするもののイメージは拭い切れなかった。米米CLUBの解散理由には「こういったものもあった」と、度々石井が雑誌などで発言していた。
日本テレビ系『FAN』に出演し各曲を評価した際に石井が「売れすぎた曲」と評論したほか、再結成時にテレビ出演した際には「実は意外と難しい曲。日本語として考えると少し変なイントネーションなので歌う時には『たとえば君がいるだ～けで』の『だ』と『け』の間でブレス（息継ぎ）をすると上手く歌えます」と語っている。
1995年に音楽之友社が発行する高等学校の音楽教科書に「君がいるだけで」が掲載された。

## CM・テレビ番組での起用
君がいるだけで
2007年10月、夏帆出演によるロッテののど飴CM電車篇で使用された。この歌はSOTTE BOSSEが演奏し、Canaが歌っている。SOTTE BOSSEのアルバム『"moment"』に収録されている。
2009年4月、トヨタ自動車の「ノア」（2代目）のCMソングとして使用された。
2016年12月31日放送の日本テレビ『ダウンタウンのガキの使いやあらへんで』の大晦日年越しSP『絶対に笑ってはいけない科学博士24時』のエンディングで、替え歌でリテイク版がOAされた。
2022年4月、プレミアアンチエイジングのスキンケアブランド「CANADEL」のCMソングとして使用された。
2023年3月、健康サプリメント企業の「えがお」の企業CMに石井が出演して「君がいるだけで」を歌唱するCMが放送された。

## 収録曲
- 全作詞・作曲：米米CLUB

1. 君がいるだけで
編曲：米米CLUB・中村哲、ストリングス編曲：桑野聖
2. 愛してる
編曲：米米CLUB

## 収録アルバム
- Octave (#1)
- DECADE (#1,2) ※リミックスバージョンを収録
- HARVEST SINGLES 1992-1997 (#1)
- STAR BOX (#1,2) ※#2は『DECADE』のバージョンを収録
- 米 〜Best of Best〜 (#1,2)

## 参加ミュージシャン

### KOME KOME CLUB
- ジェームス小野田（小野田安秀）：ボーカル
- カールスモーキー石井（石井竜也）：ボーカル
- BON（大久保謙作）：ベース
- ジョプリン得能（得能律郎）：ギター
- RYO-J（坂口良治）：ドラムス
- フラッシュ金子（金子隆博）：キーボード、サクソフォーン
- MINAKO（石井美奈子）：コーラス
- MARI（天ヶ谷真利）：コーラス、パーカッション

### BIG HORNS BEE
- 河合わかば（河合伸哉）：トロンボーン
- ヒマラヤン下神（下神竜哉）：トランペット
- 織田ノボッタ（織田浩司）：サクソフォーン
- フッシー小林（小林太）：トランペット

### K2C ANGELS
- 林部直樹：ギター
- 三沢またろう：パーカッション
- 菅木真智子：コーラス

### ADDITIONAL MUSICIANS
- 堀川満志：シンセサイザー・マニピュレーション (#1)
- 桑野聖ストリングス：ストリングス (#1)

## カバー
君がいるだけで
- 金城武（1993年、中国語〈北京語〉歌詞でアルバム『只要你和我』に「只要你和我」のタイトルで収録）
- 邰正宵（中国語: 邰正宵）（台湾の歌手。1993年、中国語〈北京語〉歌詞でアルバム『找一個字代替』に「靠近一點 多情一些」のタイトルで収録）
- MR.ZIVAGO（ミスター・ジバゴ）（1993年、「JUST FOR YOU TO BE THERE」というタイトルで、アルバム『TELL BY YOUR EYES 〜covers〜』ALCB-799収録）
- SOTTE BOSSE（2007年、アルバム『"moment"』収録）
- 極東ラヴァーズオーケストラ（2007年8月22日、アルバム『フタリノウタ』収録）
- OKYD（2008年3月26日、アルバム『Lovers Style～90's Sweet Love Songs～』収録）
- YA-KYIM（2008年、サンプリング楽曲「君がいるだけで」YA-KYIM respects 米米CLUB」）
- 中西保志（2008年、アルバム『STANDARDS 3』収録）
- ameji（2008年、アルバム『LOVE STORIES』収録）
- Salon（2008年（アルバム『My Time』収録）
- プッチモニV（2009年、アルバム『チャンプル①〜ハッピーマリッジソングカバー集〜』収録）
- スコット・マーフィー（2009年、アルバム『Guilty Pleasures LOVE』収録）
- ミトカツユキ（2009年6月10日、アルバム『LOVE MESSANGER ～COVER SONGS～』収録）
- かとうあすか（2009年8月12日、シングル『Sunday Brunch』収録）
- 島谷ひとみ（2010年、アルバム『男歌II〜20世紀ノスタルジア〜』収録）
- 三咲舞花（2010年8月29日、アルバム『舞花-smile for you-』収録）
- JUNSU/JEJUNG/YUCHUN（2010年9月8日年、アルバム『THANKSGIVING LIVE INDOME』収録）
- NO DOUBT FLASH（2012年12月19日、アルバム『COVER TRACKS』収録）
- 浦田直也（AAA）（2013年12月4日、アルバム『UNCHANGED』収録）
- DJ SASA with ISLAND SOULS（2017年4月26日、アルバム『ISLAND SOULS REGGAE～でーじヒッツやさ!～』収録）
- フラチナリズム（2017年5月17日、アルバム『ハーフ&ハーフ2』収録）
- 鬼龍院翔（ゴールデンボンバー）（2017年5月24日、アルバム『オニカバー90's』収録）
- 山崎育三郎（2017年6月7日、アルバム『1936～your songs II～』収録）
- 石井竜也（2023年3月、えがお「えがおのプラチナパック」CM）ソロで初の歌唱となった。

愛してる
- ジャッキー・チュン（張學友）（1992年、中国語〈広東語〉歌詞でアルバム『愛、火、花』に「還是覺得你最好」のタイトルで、また、1993年、中国語〈北京語〉歌詞でアルバム『吻別』に「你給我的愛最多」のタイトルでそれぞれ収録）